# Abd Allah ibn Dschafar
Abd Allah ibn Dschafar (arabisch عبد الله بن جعفر, nach anderer Schreibweise auch Abdullah bin Dschafar, * 624; † 699) war ein Gefährte des Islamischen Propheten Muhammed. Abd Allah ibn Dschafar ist der Sohn von Dschafar ibn Abi Talib und Asma bint Umais. Abdullah war der erste Muslim, der im Land Abessinien geboren wurde.

## Familie
Abdullah und Zainab hatten fünf Kinder.
- Ali ibn Abdullah,
- Awn ibn Abdullah,
- Abbas ibn Abdullah,
- Muhammad ibn Abdullah,
- Umm Kulthum bint Abdullah

## Leben
In Bezug auf seine Anwesenheit in der Kamelschlacht wird darauf hingewiesen, dass Ali ibn Abi Talib am Ende der Schlacht, während er die Rückkehr von Aischa bint Abi Bakr nach Medina unter der Sicherheit ihres Bruders Muhammad ibn Abi Bakar anvertraute, die Zahlung von 12.000 Dirhams an Aisha befahl. Abdullah, der dachte, dass der Betrag zu wenig sei, brachte eine größere Summe für Aisha heraus.
Er war ein überzeugter Unterstützer seines Onkels Ali ibn Abi Talib im Bürgerkrieg. Nach dessen Ermordung beteiligte sich Abdullah bin Dschafar zusammen mit seinen Cousins Hassan ibn Ali und Hussain ibn Ali an der Wäsche des Leichnams und kleidete ihn für die Beerdigung.
Abd Allah ibn Dschafar starb im Alter von 75 Jahren in Medina.